# Friedrich Christian Diederich Gaede
Friedrich Christian Diederich Gaede (* 6. August 1803 in Kiel; † 25. September 1862 in London) war ein deutsch-englischer Porträtmaler.

## Leben
Gaede verließ im Jahr 1824 seine Heimatstadt Kiel, um sich in Paris weiterzubilden. Er wurde dort zwischen November 1825 und August 1826 von Carl Glinzer porträtiert, der damals gemeinsam mit anderen deutschen Künstlern, darunter Ludwig Krevel und Eduard Gaertner, Schüler von Antoine-Jean Gros war. 1831 siedelte Gaede nach London über und war ab 1835 in Oxford ansässig. Bis zu seinem Tod 1862 wirkte er in London als Porträtmaler unter dem Namen Frederick Gaede.